# Бубу (река)
Бубу (англ. Bubu River) — река в Танзании, впадает в болото Бахи, протекает по территории областей Маньяра, Додома и Сингида на севере центральной части страны.
Длина реки составляет 225 км. Площадь водосборного бассейна равняется 12661 км², что делает Бубу крупнейшим притоком болота Бахи.
Бубу начинается между горой Хананг и городом Бабати на востоке области Маньяра. В верхней половине течёт преимущественно на юг, в нижней — на юго-запад, постепенно смещаясь на юг. Впадает в болото Бахи с северо-восточной стороны ниже населённого пункта Бахи в районе границы областей Додома и Сингида.
Основные притоки: Багара, Самбала, Карема, Умо, Сола.